# Mihmih

Mihmih est un feuilleté originaire de Figuig, dans le sud-est du Maroc. 
Ce sont de fines feuilles de pâte rondes alternées avec un mélange d'herbes et d'épices auxquelles de la viande hachée peut être ajoutée. 